# 美しすぎる母
『美しすぎる母』（Savage Grace）は、2007年制作のスペイン・フランス・アメリカ合作映画。

## 概要
1972年11月17日にロンドンで起こった殺人事件までの母と息子を描いたドラマ。実際に起こった殺人事件を元に、1982年に出版された『SAVAGE GRACE』が原作となっている。

## ストーリー
1972年11月17日、バーバラ・ベークランドは誰よりも愛する息子・アントニーに殺された。
それが起こる30年前、誰よりも美しく天性の社交家でもあったバーバラはブルックスと結婚し、彼との間に生まれた息子・アントニーを授かり、幸せな生活を送った。しかし、アントニーが成長した25年後、一見きらびやかな家族であったベークランド家はすれ違いなどが生じて崩壊へと向かい、バーバラも美しかった面影をなくしていく。いつしか彼女は唯一の息子・アントニーへの依存を高めるが、アントニーはそんなバーバラに戸惑いを露にしていく。
何故、バーバラは愛する息子に殺されてしまったのだろうか…。

## キャスト
| 役名                     | 俳優                     | 日本語吹替 |
| ------------------------ | ------------------------ | ---------- |
| バーバラ・ベークランド   | ジュリアン・ムーア       | 日野由利加 |
| ブルックス・ベークランド | スティーヴン・ディレイン | 中村秀利   |
| アントニー・ベークランド | エディ・レッドメイン     | 入野自由   |
| ブランカ                 | エレナ・アナヤ           | 武田華     |
| ブラック・ジェイク       | ウナクス・ウガルデ       | 小野塚貴志 |
| ピラール・デュラン       | ベレン・ルエダ           |            |
| サム・グリーン           | ヒュー・ダンシー         | 小森創介   |

## スタッフ
- 原作：ナタリー・ロビンズ、スティーヴン・M・L・アロンソン
- 美術：ヴィクトル・モレロ
- 衣装：ガブリエラ・サラヴェッリ、ディディエ・リュド